# Агесистрата
Агесистрата (? — 241 до н. э.) — царица Спарты, жена Эвдамида II и сестра Архидама IV.

## Биография
После смерти царя Эвдамида II в 245 г. до н. э. царём Спарты из рода Эврипонтидов стал его сын молодой Агис IV. К началу его правления Спарта пребывала в глубоком упадке: произошло резкое имущественное расслоение населения, сильно уменьшилось число полноправных граждан, способных служить в войске. Для смягчения социального неравенства граждан и возрождения военной мощи Спарты Агис IV предложил ряд реформ: кассацию долгов, передел земли и наделение неимущих граждан землёй, пополнение полноправных граждан из числа периэков.
Мать Агиса IV — царица Агесистрата — вначале испугалась столь радикальных реформ и пыталась отговорить его от этого предприятия, но потом поддержала начинания своего сына. Агесистрата и бабушка Агиса Архидамия отказались от своих богатств в пользу государства и пытались убедить поступить так же других спартанок. Это обращение к согражданам было тем важно, что в ту эпоху 2/5 всех лаконских земель находились в руках женщин, и потому они пользовались большим влиянием в обществе. Однако призывы Агиса и его матери понимания не встретили: спартанки не пожелали отказаться от своих богатств и влияния, напротив, они обратились к царю из дома Агиадов Леониду II, чтобы он на правах старшего остановил Агиса и не давал ходу его начинаниям.
Начинание Агиса потерпело полный крах: в 241 г. до н. э. его обвинили в стремлении к тирании, он был схвачен и подвергнут суду эфоров, которые вынесли ему смертный приговор. Когда к тюрьме явилась большая шумная толпа с факелами, то эфоры, опасаясь, чтобы Агиса не освободили, поспешили привести приговор в исполнение. Архидамию и Агесистрату, кричавших, чтобы Агиса судил весь народ, обманом заманили внутрь тюрьмы и тоже передали в руки палачу.
Вначале был казнён через повешение сам Агис, потом престарелая Архидамия. Агесистрата уложила тело матери рядом с сыном, и воскликнула:
Ах, сынок, твоя чрезмерная совестливость, твоя	мягкость и человеколюбие погубили и тебя, и нас вместе с тобою
Затем со словами «Только бы это было на пользу Спарте!» она сама поднялась к петле.